# Wilmington Hammerheads
Wilmington Hammerheads ist ein US-amerikanisches Fußball-Franchise der Premier Development League in Wilmington, North Carolina.
Gegründet wurden die Hammerheads 1996 und spielten von der Saison 2011 bis 2016 in der United Soccer League, der dritthöchsten Liga der USA. Zur Saison 2017 wechselte das Franchise in die Amateurliga Premier Development League.

## Geschichte
2003 konnte die Mannschaft zum ersten Mal einen Titel gewinnen. Sie gewannen im Finale der Play-offs der USL Pro Select League mit 2:1 gegen die Westchester Flames. Im Jahr zuvor waren die Hammers auch im Finale vertreten, verloren dieses aber gegen die Long Island Rough Riders.
Einen großen Erfolg konnte die Mannschaft auch im Lamar Hunt U.S. Open Cup erreichen, als sie 2003 Dallas Burn mit 4:1 besiegten und im anschließenden Viertelfinale nur knapp an D.C. United scheiterten. 2009 konnte erneut eine Mannschaft aus der Major League Soccer, Chicago Fire, im Pokal besiegt werden. Dieses Spiel in der dritten Runde gewannen die Hammers mit 1:0.
Die Saison 2009, die vorerst letzte der Wilmington Hammerheads, war einer der erfolgreichsten ihrer Geschichte. Die Mannschaft belegte am Ende der Spielzeit den ersten Platz in der Regular Season und drang bis ins Halbfinale der Play-offs vor. Anschließend erklärte die USL die Beziehungen mit dem Besitzer der Hammerheads, Chuck Sullivan, für beendet, da dieser bestimmte Auflagen nicht erfüllt habe. Daraufhin setzte die Mannschaft den Spielbetrieb für 2010 vorläufig aus.
Zwei Investoren kauften das Franchise und die Mannschaft nahm ab der Saison 2011 ihren Spielbetrieb wieder auf. Im September 2013 änderten sich die Eigentümerverhältnisse der Hammerheads erneut. Drei Jahre nach seiner Übernahme gab Bill Rudisill seine Hauptanteile ab, somit wurde George Altirs neuer Eigentümer des Franchises.
In der USL Pro hatten die Hammerheads in der Saison 2012 ihren bislang größten Erfolg. Nach einem 5. Platz in der Regular Season erreichte man die Play-offs. Dort schafften es die Hammers bis ins Finale, wo man allerdings an Charleston Battery scheiterte.
Mitte 2014 übernahm Carson Porter das Traineramt. Er schaffte mit den Hammerheads den Einzug ins Viertelfinale der Play-offs. In der Saison 2015 landete Wilmington auf dem letzten Platz in der Eastern Conference. Daraufhin trat Porter von seinem Amt als Trainer zurück.

## Stadion
- Legion Stadium; Wilmington, North Carolina (2003–2009, 2011– )

Die Wilmington Hammerheads tragen ihre Heimspiele im Legion Stadium aus. Das Stadion ist Teil des Legion Sports Complex, welches neben der Spielstätte noch Plätze für die Jugendmannschaften, die in der Super Y-League spielen, des Franchises besitzt. Insgesamt bietet das Stadion Platz für 6.000 Zuschauer.

## Organisation

### Eigentümer
Von 1998 bis 2013 wurden die Hammerheads von einer Eigentümergruppe um Dale Boyd, Bruce Cavenaugh, Bill Rudisill und David Schroeder geführt. Im späteren Verlauf wurde Bill Rudisill Hauptanteilseigner an den Hammerheads, ehe er seine Anteile 2013 verkaufte.
Seit September 2013 ist George Altirs Haupteigentümer der Wilmington Hammerheads. Der aus dem Libanon stammende Altirs siedelte 1988 in die USA um und ist der CEO der US-amerikanischen Modemarke Capelli New York. Neben den Hammerheads gehört ihm noch die Cedar Stars Academy, eine Jugendfußballeinrichtung in der Nähe von Carlstadt, New Jersey. Außerdem ist er Eigentümer des Capelli Sport Centers, einer Sporthalle.

### MLS Partnerschaft
Im Januar 2014 wurde eine einjährige Entwicklungspartnerschaft mit dem Toronto FC abgeschlossen. Es sollten mindestens vier Spieler der Kanadier zu den Hammerheads ausgeliehen werden, außerdem gab es ein Testspiel zwischen den beiden Mannschaften.
Im Januar 2015 fand man mit dem New York City FC einen neuen Partner aus der Major League Soccer.

## Erfolge
- USL PRO Championship Finalist: 2012
- USL Second Division Regular Season Champions: 2009
- USL Pro Select League Champions 2003
- USL D-3 Pro League Southern Division Champions: 2001, 2002

## Statistik

### Saisonbilanz
| Jahr | Liga                  | Reg. Season                 | Play-offs                | Open Cup           |
| ---- | --------------------- | --------------------------- | ------------------------ | ------------------ |
| 1996 | USISL Pro League      | 3. Platz, South Atlantic    | Halbfinale               | nicht qualifiziert |
| 1997 | USISL D-3 Pro League  | 5. Platz, South Atlantic    | nicht qualifiziert       | nicht qualifiziert |
| 1998 | USISL D-3 Pro League  | 6. Platz, Atlantic          | Division Halbfinale      | nicht qualifiziert |
| 1999 | USL D-3 Pro League    | 2. Platz, Atlantic          | Conference-Finale        | 2. Runde           |
| 2000 | USL D-3 Pro League    | 2. Platz, Southern          | Conference Viertelfinale | 2. Runde           |
| 2001 | USL D-3 Pro League    | 1. Platz, Southern          | Conference-Finale        | nicht qualifiziert |
| 2002 | USL D-3 Pro League    | 1. Platz, Southern          | Finale                   | Did not qualify    |
| 2003 | USL Pro Select League | 2. Platz, Southern          | Sieger                   | Viertelfinale      |
| 2004 | USL Pro Soccer League | 2. Platz, Southern          | Viertelfinale            | 3. Runde           |
| 2005 | USL Second Division   | 4. Platz                    | Halbfinale               | 3. Runde           |
| 2006 | USL Second Division   | 8. Platz                    | nicht qualifiziert       | 4. Runde           |
| 2007 | USL Second Division   | 7. Platz                    | nicht qualifiziert       | nicht qualifiziert |
| 2008 | USL Second Division   | 7. Platz                    | nicht qualifiziert       | nicht qualifiziert |
| 2009 | USL Second Division   | 1. Platz                    | Halbfinale               | Quarterfinals      |
| 2010 | keine Teilnahme       |                             |                          |                    |
| 2011 | USL Pro               | 2. Platz, American Division | Division Halbfinale      | 3. Runde           |
| 2012 | USL Pro               | 5. Platz                    | Finale                   | 3. Runde           |
| 2013 | USL Pro               | 9. Platz                    | nicht qualifiziert       | 3. Runde           |
| 2014 | USL Pro               | 7. Platz                    | Viertelfinale            | 2. Runde           |
| 2015 | USL                   | 12. Platz, East             | nicht qualifiziert       | 2. Runde           |
| 2016 | USL                   | 9. Platz, East              | nicht qualifiziert       | 4. Runde           |